# William A. Wallace
William A. Wallace (Huntingdon, 1827. november 28. – New York, 1896. május 22.) az Amerikai Egyesült Államok szenátora (Pennsylvania, 1875–1881).